# Émile Maitrot
Émile Maitrot (Meurville, 2 de julio de 1882-Lihons, 14 de septiembre de 1916) fue un deportista francés que compitió en ciclismo en la modalidad de pista. Ganó una medalla de oro en el Campeonato Mundial de Ciclismo en Pista de 1901, en la prueba de velocidad individual.

## Medallero internacional
| Campeonato Mundial | Campeonato Mundial | Campeonato Mundial | Campeonato Mundial       |
| Año                | Lugar              | Medalla            | Competición              |
| ------------------ | ------------------ | ------------------ | ------------------------ |
| 1901               | Berlín (Alemania)  | Medalla de oro     | Velocidad individual (A) |